# غوست إن ذا شيل (فلم 2017)
غوست إن ذا شيل (بالإنجليزية: Ghost in the Shell) هو فيلم خيال علمي أكشن أمريكي أُنتج في سنة 2017 وهو من إخراج روبرت ساندرز وكتابة جيمي موس وإيرن كروغر ووليام ويلر وبطولة سكارليت جوهانسون ومايكل بيت وبيلو أسبيك وتشين هان وجولييت بينوش. قصة الفيلم مبنية على المانغا اليابانية غوست إن ذا شيل، ومن توزيع دريم ووركس.

## القصة
تقود شرطية نصف آلية (سايبورج) تدعى ميجور قسم فريق النخبة المعروف ب(القطاع 9) تُوكل من خلالها بمهمة إيقاف المجرمين والمتطرفين الأكثر خطورة على الإطلاق فينخرط (القطاع 9) في مواجهة ضد عدو يستهدف القضاء على التقدم التقني في تكنولوجيا الآليين.

## البطولة
- سكارليت جوهانسون بدور ماجور ميرا كيليان
- تاكيشي كيتانو بدور دايسوكي أراماكي
- مايكل بيت بدور هيديو كوزي
- بيلو أسبيك بدور باتو
- تشين هان بدور توغوسا
- جولييت بينوش بدور الدكتورة أويليت
- كاوري موموي بدور والدة ميرا
- ريلا فوكوشيما بدور الروبوت جيشا
- جيمس وينكوت بدور دكتور أوسموند
- لازاروس راتور بدور كارلوس إيشيكاوا

## النقد
حصل فيلم غوست إن ذا شيل على تقييم 47% في موقع الطماطم الفاسدة من 213 مشاهدة، كان معظم النقد على الممثلة سكارليت يوهانسون وألتي ذكر النقاد أنها لم تبلي الدور المؤثر في نهاية الفيلم كما كانت تفعل في الأفلام الأخرى. في موقع ميتاكريتيك حصل الفيلم على درجة 52 من 100 وحاز على 42 نقد متفاوت.

## وصلات خارجية
- مقالات تستعمل روابط فنية بلا صلة مع ويكي بيانات
- غوست إن ذا شيل على قاعدة بيانات الأفلام على الإنترنت

لا توجد روابط لمواقع التواصل الاجتماعي.